# Martín Zubimendi
Martín Zubimendi Ibáñez (n. 2 februarie 1999, San Sebastián, Comunitatea Autonomă a Țării Basce, Spania) este un fotbalist spaniol care joacă pe postul de mijlocaș defensiv la Arsenal în Premier League și la echipa națională a Spaniei.
Zubimendi și-a început cariera la Real Sociedad, debutând în prima echipă în 2019. A jucat în peste 200 de meciuri și a câștigat Copa del Rey 2019-20. În iulie 2025, a semnat cu Arsenal.
Zubimendi și-a făcut debutul la echipa națională a Spaniei în 2021, după ce anterior a reprezentat echipa la diferite niveluri de tineret. A făcut parte din lotul Spaniei care a câștigat Campionatul European de Fotbal din 2024, precum și în finala Ligii Națiunilor UEFA din 2025.

## Cariera de club

### Real Sociedad
Născut în San Sebastián, Guipúzcoa, Țara Bascilor, Zubimendi s-a alăturat lotului de tineret al lui Real Sociedad în 2011. De asemenea, a jucat pentru Antiguoko în Cupa Donosti între 2006 și 2013. A debutat la seniori cu Real Sociedad C pe 27 august 2016, jucând ultimele șapte minute într-un meci încheiat 0-0 pe teren propriu în Tercera División împotriva lui Durango.
Pe 25 iulie 2018, Zubimendi și-a reînnoit contractul până în 2022 și a fost promovat definitiv în rezervele din Segunda División B. Pe 28 aprilie următor, a debutat în prima echipă – și în La Liga – intrând de pe bancă în locul lui Rubén Pardo într-o victorie pe teren propriu cu 2-1 împotriva lui Getafe. Pe 24 iulie 2020, și-a reînnoit contractul cu echipa Txuri-urdin până în 2025, fiind promovat definitiv în lotul principal.
Pe 24 februarie 2022, Zubimendi a marcat primul său gol în competițiile europene într-o înfrângere pe teren propriu cu 3-1 împotriva lui RB Leipzig în timpul play-off-urilor din faza eliminatorie a Europa League. O lună mai târziu, pe 13 martie, a marcat primul său gol în La Liga într-o victorie cu 1-0 împotriva lui Alavés. În octombrie, și-a prelungit contractul până în 2027. Pe 20 septembrie 2023, a debutat în Liga Campionilor într-un meci încheiat la egalitate, scor 1-1, împotriva lui Inter Milano.

### Arsenal
Pe 6 iulie 2025, Zubimendi a semnat cu Arsenal un contract pe termen lung, o tranzacție în valoare de aproximativ 65 de milioane de euro (55,8 milioane de lire sterline).

## Carieră internațională
Zubimendi a reprezentat echipa Spaniei sub 19 ani într-un meci amical pierdut cu scorul de 2-1 în fața Portugaliei sub 19 ani, pe 15 noiembrie 2017.
Din cauza izolării unor jucători ai echipei naționale în urma testului pozitiv pentru COVID-19 al lui Sergio Busquets, lotul Spaniei sub 21 de ani a fost convocat pentru amicalul internațional împotriva Lituaniei pe 8 iunie 2021. Zubimendi și-a făcut debutul la seniori în acest meci.
Pe 7 iunie 2024, a fost inclus în lotul de 26 de jucători pentru UEFA Euro 2024. Pe 15 iunie, a jucat pentru prima dată la Campionatul European împotriva Croației, ca rezervă. A jucat apoi întregul meci împotriva Albaniei pe 24 iunie și a intrat de pe bancă atât în victoria din semifinală împotriva Franței pe 9 iulie, cât și în finala împotriva Angliei pe 14 iulie, când Spania a câștigat turneul.

## Palmares
Real Sociedad
- Copa del Rey: 2019–20[18][19]

Spania U23
- Medalie de argint la Jocurile Olimpice de vară: 2020

Spania
- Campionatul European de Fotbal UEFA: 2024[20]
- Liga Națiunilor UEFA: 2022–23;[21] locul doi: 2024–25[22]